# Opening (schaken)
In het schaakspel is de opening de eerste fase van het spel. In de opening worden de stukken "ontwikkeld", wat wil zeggen vanuit hun beginposities op strategische plaatsen gezet. Er is een groot aantal vaste openingen, die dikwijls voorkomen en uitvoerig bestudeerd zijn in de openingstheorie. In de zestiende eeuw waren er al enkele openingen bekend; nu zijn er honderden bekende openingen die na diepgaande analyses overgaan in een groot aantal varianten en subvarianten.
Een opening begint altijd met een zet van een pion of van een paard; andere stukken kunnen dan nog niet gespeeld worden: de pionnen ervóór vormen namelijk een blokkade. Meestal wordt een van beide centrumpionnen het eerst gespeeld, in een poging om zo snel mogelijk het centrum onder controle te krijgen. Soms ook wordt een van de vleugelpionnen als beginzet gespeeld.

## Hoofdindeling
Bij de openingen wordt onderscheid gemaakt in drie categorieën:
- koningspionopening: openingen die beginnen met een opmars van de witte koningspion, dus met 1.e2-e4 (of 1.e2-e3)
- damepionopening: openingen die beginnen met een opmars van de witte damepion, dus met 1.d2-d4 (of 1.d2-d3)
- flankspel: andere openingen; wit opent dus met een opmars van de a-, b-, c-, f-, g- of h-pion, dan wel met een paardzet

## Verdere indeling
Binnen de bovengenoemde koningspion- en damepionopeningen worden nog de volgende grote groepen onderscheiden:
- de open spelen: de koningspionopeningen 1.e2-e4 e7-e5
- de halfopen spelen: de koningspionopeningen 1.e2-e4 gevolgd door een andere zet van zwart (zoals 1... c7-c5)
- de gesloten spelen: de damepionopeningen 1.d2-d4 d7-d5
- de halfgesloten spelen: de damepionopeningen: 1.d2-d4 gevolgd door een andere zet van zwart (zoals 1... Pg8-f6)

Binnen elk van deze openingen kent men nog de gambieten. Daarbij offert de speler een pion, of in een enkel geval ook een licht stuk, met het doel snel positioneel voordeel te behalen.

## Meest voorkomende openingen
De meest voorkomende openingen zijn:
- Aljechin
- Benoni
- Catalaans
- Caro-Kann
- Aangenomen damegambiet
- Geweigerd damegambiet
- Dame-Indisch
- Engelse opening
- Franse opening
- Grünfeld-Indisch
- Hollands
- Italiaanse opening
- Koningsfianchetto
- Koningsgambiet
- Konings-Indisch
- Nimzo-Indisch
- Oud-Indisch
- Philidor
- Pircverdediging
- Réti
- Russische opening
- Scandinavisch
- Schots
- Siciliaanse opening
- Slavisch
- Spaanse opening
- Tarraschverdediging
- Weense opening

Zie ook Lijst van veelgespeelde schaakopeningen en Lijst van schaakopeningen en varianten.

## Openingen met meer dan één naam
| Openingnamen                                       | Zetten                      |
| -------------------------------------------------- | --------------------------- |
| Joegoslavisch = Pirc = Ufimcew verdediging         | 1.e4 d6 2.d4 Pf6 3.Pc3 g6   |
| Robatsch = Koningsfianchetto = Moderne verdediging | 1.e4 g6 2.d4 Lg7            |
| Lettisch gambiet = Greco tegengambiet              | 1.e4 e5 2.Pf3 f5            |
| Russisch = Petrov                                  | 1.e4 e5 2.Pf3 Pf6           |
| Spaans = Ruy López                                 | 1.e4 e5 2.Pf3 Pc6 3.Lb5     |
| Sokolsky = Pools = Orang Oetan                     | 1.b4                        |
| Clemenz = Basman = de Klerk = Mead                 | 1.h3                        |
| Dunst = Sleipner = Van Geet = Heinrichsen          | 1.Pc3                       |
| Jaenischgambiet = Schliemann gambiet               | 1.e4 e5 2.Pf3 Pc6 3.Lb5 f5  |
| Larsen = Nimzowitsch                               | 1.b3                        |
| Amar = Paris                                       | 1.Ph3                       |
| Ware = Meadow Hay                                  | 1.a4                        |
| Hollands = Stein opening                           | 1.d4 f5                     |
| Benko = Koningsloperfianchetto                     | 1.g3                        |
| Hammerschlag = Fried fox                           | 1.f3 e5 2.Kf2               |
| anti-Borg = Desprez                                | 1.h4                        |
| Italiaans = Giuoco Piano                           | 1.e4 e5 2.Pf3 Pc6 3.Lc4 Lc5 |
| Wolga gambiet = Benko gambiet = Opocensky gambiet  | 1.d4 Pf6 2.c4 c5 3.d5 b5    |
| Dame-Indisch = West-Indisch                        | 1.d4 Pf6 2.c4 e6 3.Pc3 b6   |
| Franco-Indisch = Keresverdediging                  | 1.d4 e6 2.c4 Lb4            |
| Trompovsky = Ruth = Opovcensky                     | 1.d4 Pf6 2.Lg5              |
| Tweepaardenspel in de nahand = Pruisisch           | 1.e4 e5 2.Pf3 Pc6 3.Lc4 Pf6 |